# Ernesto Garzón Valdés

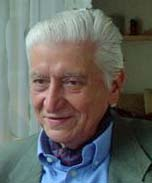
Ernesto Garzón Valdés

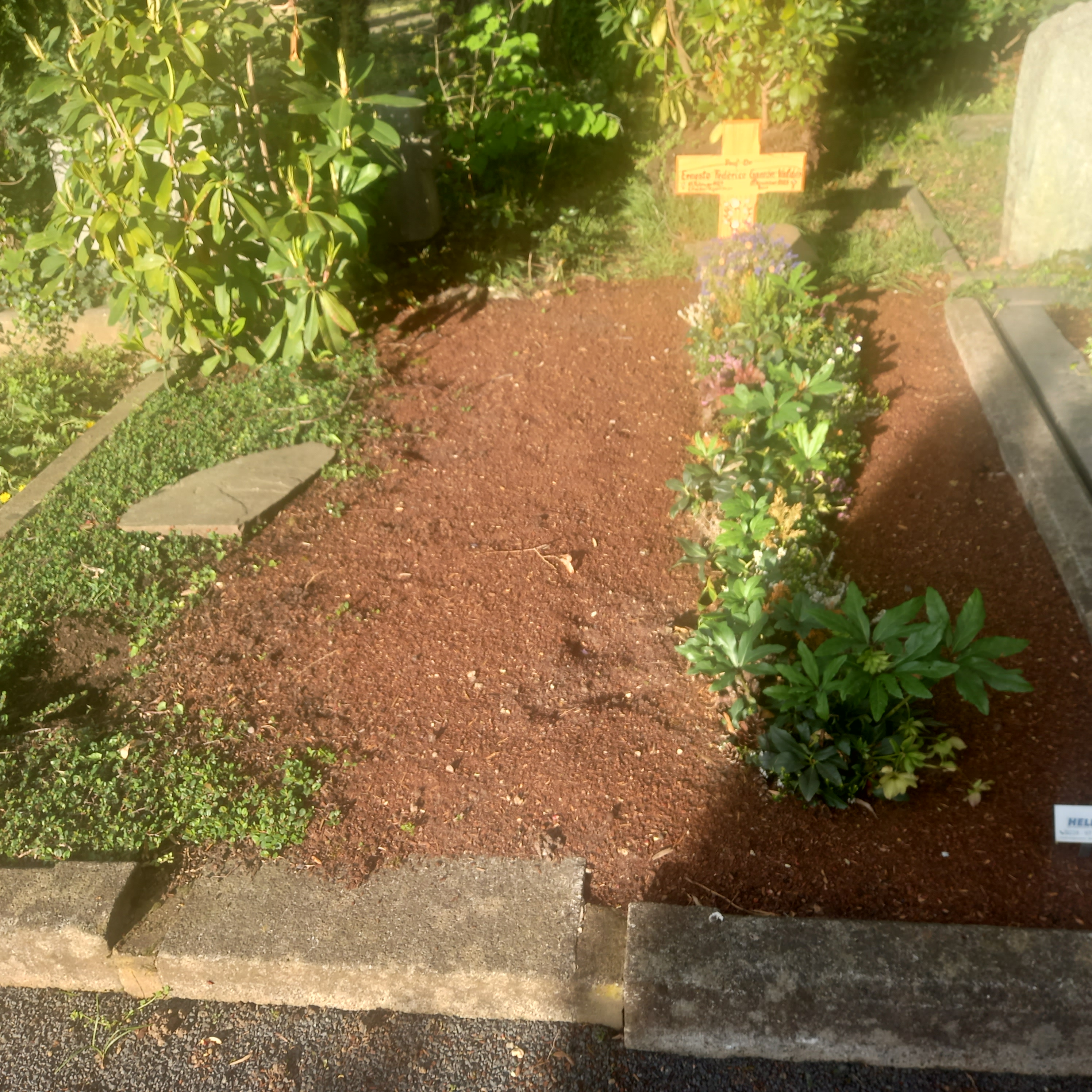
Das Grab von Ernesto Federico Garzón Valdés auf dem Rüngsdorfer Friedhof in Bonn

Ernesto Garzón Valdés (* 17. Februar 1927 in Córdoba, Argentinien; † 20. November 2023 in Bonn, Deutschland) war ein argentinisch-deutscher Rechtsphilosoph, Politikwissenschaftler und Universitätsprofessor.

## Leben
Garzón Valdés studierte Rechtswissenschaft, Philosophie, Politikwissenschaft und Soziologie in Córdoba, Madrid, München, Bonn und Köln. Bis 1974 war er Professor für Rechtsphilosophie an den Universitäten von Córdoba und La Plata sowie Mitglied des argentinischen Auswärtigen Dienstes (u. a. Leiter der Kulturabteilung im Außenministerium); 1974 erfolgte die Entsendung als Gesandter an die argentinische Botschaft in Bonn; wenig später jedoch war er der politischen Verfolgung durch die Regierung Isabel Perón ausgesetzt mit Verlust der diplomatischen und akademischen Stellungen, so dass er in Deutschland im Exil lebte.
Nach Lehraufträgen an den Universitäten von Bonn, Köln und Mainz war er seit 1981 Universitätsprofessor für Politikwissenschaft an der Johannes Gutenberg-Universität Mainz.
Die Rehabilitierung und Wiederaufnahme in den diplomatischen Dienst im Botschafterrang erfolgte erst in den 1980er Jahren unter Präsident Alfonsín.
Garzón Valdés kehrte jedoch nicht in den aktiven diplomatischen Dienst zurück, sondern blieb als Hochschullehrer an der Universität Mainz und lehrte als Gastprofessor auch an zahlreichen Universitäten im Ausland (u. a. in Finnland, Italien und Spanien, in Argentinien, Chile, Mexiko und Peru).

## Arbeitsschwerpunkte und Werk
Garzón Valdés’ wissenschaftliches Hauptinteresse galt der Analyse grundlegender rechts- und politikwissenschaftlicher Begriffe (u a.: Rechtsgeltung, Stabilität, Toleranz, Repräsentation, Verantwortung, Gleichheit, Korruption, Menschenwürde, Terrorismus), der Politischen Ethik (Legitimität Politischer Systeme, soziale Gerechtigkeit, Rechtsstaatlichkeit) und den politischen und sozialen Verhältnissen in Lateinamerika (insbesondere Argentinien und Mexiko).
Ganz allgemein ist Garzón Valdés’ Werk als politische Theorie mit rechtsphilosophischer Fundierung anzusehen. Er war ein klassischer Liberaler, dem der universelle Schutz des Individuums gegenüber der Willkür insbesondere staatlicher Autoritäten ein besonderes Anliegen war. Das drückte sich unter anderem in der Ablehnung gruppenbezogener Rechte aus, aber auch in der Zurückweisung des kulturellen Relativismus. Rechte wollte er allgemein außerhalb der Reichweite willkürlicher Definitionen durch staatliche Autoritäten ansiedeln. Gegenüber der positiv rechtlichen Begrenzbarkeit des staatlichen Souveräns war er allerdings zugleich skeptisch und sorgte sich dementsprechend auch um die Stabilität rechtsstaatlicher politischer Systeme in besonderem Maße. Themen wie das Verhältnis von Rechtsstaatlichkeit zu Paternalismus und Toleranz trieben ihn schon um, bevor diese allgemeine Konjunktur hatten. Die Themenwahl war gewiss auch seiner lebenslangen Einbindung in Fragen einer häufig sehr unglücklichen argentinischen praktischen Politik geschuldet.

## Ehrungen
- 1984 Mitglied der Academia Nacional de Ciencias (Córdoba), (Argentinien)
- 1986 Goethe-Medaille des Goethe-Instituts, München
- 1989 Korrespondierendes Mitglied der Finnischen Akademie der Wissenschaften
- 1992 Dr. honoris causa der National-Universität von Córdoba  (Argentinien)
- 1992 Preis Dr. Luis F. Leloir für Internationale wissenschaftliche Zusammenarbeit, Argentinien
- 1996 „KONEX“-Preis für Allgemeine Theorie und Philosophie des Rechts, Argentinien
- 1997 Dr. honoris causa der Universität Valencia, Spanien
- 1997 Korrespondierendes Mitglied der Academia Nacional de Derecho y Ciencias Sociales de Buenos Aires, Buenos Aires
- 2000 Dr. honoris causa der Universität Helsinki, Finnland
- 2001 Dr. honoris causa der Universität von Santa Fé, Argentinien
- 2001 Präsident des Tampere Club, Finnland
- 2003 In Mexiko-Stadt richteten die Escuela Libre de Derecho, das Instituto Tecnológico Autónomo de México (ITAM), die Universidad Autónoma Metropolitana (UNAM) und das Instituto Nacional de Ciencias Penales zu seinen Ehren einen außerordentlichen Lehrstuhl „Cátedra Extraordinaria Ernesto Garzón Valdés“ ein
- 2004 Prof. honoris causa der National-Universität von La Rioja, Argentinien
- 2005 Präsident der Stiftung „Coloquio Jurídico Europeo“, Madrid
- 2006 Dr. honoris causa der Universität von Valparaiso, Chile
- 2006 „KONEX“-Preis in Platin, Argentinien
- 2008 Dr. honoris causa der Universität Alicante, Spanien
- 2009 Dr. honoris causa der Universität Palermo, Buenos Aires, Argentinien
- 2009 Dr. honoris causa der Universität Buenos Aires, Argentinien
- 2011 Dr. honoris causa der Universität Pompeu Fabra, Barcelona, Spanien

 Orden 
- Komtur des Ordens von San Carlos, Kolumbien 1972
- Komtur des Ordens Bernardo O’Higgins, Chile 1971
- Komtur des nationalen Verdienstordens, Ecuador 1972
- Komtur des Verdienstordens, Italien 1973
- Großes Bundesverdienstkreuz, Bundesrepublik Deutschland 1972
- Großoffizier des Ordens des Befreiers, Venezuela 1973

Festschrift
- Werner Krawietz, Georg Henrik von Wright (Hrsg.): Öffentliche oder private Moral? Vom Geltungsgrunde und der Legitimität des Rechts. Festschrift für Ernesto Garzón Valdés. Duncker und Humblot, Berlin 1992, ISBN 3-428-07435-1.

## Publikationen
Zahlreiche Veröffentlichungen erschienen auf Spanisch, Deutsch, Englisch und Italienisch, darunter u. a. die folgenden Bücher:
- Derecho y „naturaleza de las cosas“ (Das Recht und die „Natur der Sache“). 2 Bde. Universidad Nacional de Córdoba, Córdoba (Arg.) 1970.
- El concepto de estabilidad de los sistemas políticos. Centro de Estudios Constitucionales, Madrid 1987. Neuauflage: Fontamara, Mexiko-Stadt 1992.
- Die Stabilität politischer Systeme. Analyse des Begriffs mit Fallbeispielen aus Lateinamerika. Karl Alber, Freiburg/München 1988, ISBN 3-495-47660-1.
- Derecho, ética y política (Recht, Ethik und Politik. Gesammelte Aufsätze). Centro de Estudios Constitucionales, Madrid 1993.
- El Velo de la Ilusión. Apuntes para una biografía argentina (Der Schleier der Illusion. Notizen zu einer argentinischen Biographie). Sudamericana, Buenos Aires 2000.
- Instituciones Suicidas. Estudios de Etica y Política (Selbstmörderische Institutionen. Ethisch-politische Untersuchungen).  Paidós, Mexiko-Stadt 2000.
- Filosofía, política, derecho (Philosophie, Politik, Recht). Hrsg. von Javier de Lucas. Universidad de Valencia, Valencia  2001.
- Tolleranza, responsabilità e Stato di diritto. Saggi di filosofia morale e politica (Toleranz, Verantwortung und Rechtsstaat. Moral- und politkphilosophische Aufsätze). Bologna 2003.
- Calamidades. Gedisa, Barcelona 2005, ISBN 84-97840-48-8.
- Por qué estoy aquí. Tres justificaciones y una excusa (Warum ich hier bin. Drei Rechtfertigungen und eine Entschuldigung). La Rioja (Arg.), Universidad Nacional 2005
- Tolerancia, dignidad y democracia (Toleranz, Würde und Demokratie). Universidad Inca Garcilaso del la Vega, Lima 2006.
- (mit Norberto Spolansky, Carlos S. Nino und María E. Urquijo): Lenguaje y acción humana (Sprache und menschliches Handeln). Ad-Hoc Buenos Aires 2007.
- Propuestas (Vorschläge). Trotta, Barcelona 2011.

Hrsg. bzw. Mit-Hrsg.
- Lateinamerikanische Studien zur Rechtsphilosophie. (Archiv für Rechts- und Sozialphilosophie Band 4) Neuwied, Luchterhand 1965.
- (mit Peter Waldmann): El poder militar en la Argentina (1976-1981). Frankfurt a. M., Vervuert 1982; Buenos Aires, Galerma 1983.
- Derecho y Filosofía. Barcelona, Alfa 1985, 2. Aufl. 1988; Mexiko-Stadt, Fontamara 1989,
- (mit E. Bulygin): Argentinische Rechtstheorie und Rechtsphilosophie heute. Berlin, Duncker & Humblot 1987. ISBN 9783428063055
- (mit Manfred Mols und Arnold Spitta): La democracia argentina actual. Buenos Aires, Sudamericana 1988.
- Spanische Studien zur Rechtsphilosophie. Berlin, Duncker & Humblot 1990. ISBN 9783428068234
- (mit J. Bähr, S. Horl-Groenewold, K. Kohut und H. Pietschmann): Der eroberte Kontinent. Historische Realität, Rechtfertigung und literarische Darstellung der Kolonialisation Amerikas. Frankfurt a. M., Vervuert 1991.
- (mit Fernando Salmerón): Epistemología y cultura. En torno a la obra de Luis Villoro. Mexiko-Stadt, Universidad Nacional Autónoma de México 1993
- (mit Ruth Zimmerling): Facetten der Wahrheit. Festschrift für Meinolf Wewel. Freiburg/München, Karl Alber 1995. ISBN 978-3-495-47820-2
- (mit Werner Krawietz, Georg H. von Wright und Ruth Zimmerling): Normative Systems in Legal and Moral Theory. Festschrift for Carlos E. Alchourrón and Eugenio Bulygin. Berlin, Duncker & Humblot 1996. ISBN 9783428086917
- (mit Francisco Laporta): Derecho y Justicia, Bd. 11 der Enciclopedia Iberoamericana de Filosofía. Madrid, Trotta 1996.
- (mit Aulis Aarnio und Jyrki Uusitalo): La normatividad del Derecho. Barcelona, Gedisa 1996.
- (mit Werner Krawietz u. Agustín Squella): Politische Herrschaftsstrukturen und Neuer Konstitutionalismus – Iberoamerika und Europa in theorievergleichender Perspektive. Rechtstheorie Beiheft 13/2001

Einige deutschsprachige Beiträge
der letzten Jahre, ausgewählt aus über 200 Aufsätzen und Artikeln
- "Überlegungen zur Organtransplantation". In: Analyse & Kritik, 2/1995
- "Staatsterrorismus, Gerechtigkeit und Justiz". In: Der Fall Pinochet(s). Hrsg. Heiko Ahlbrecht u. Kai Ambos, Nomos, Baden-Baden 1999. ISBN 9783789064104
- "Argentinische Demokratie heute: ethisch-politische Probleme der Überwindung der Diktatur." In: Rechtstheorie, Beiheft 13/2001
- "Korruption – Zur systemischen Relativität eines universalen Phänomens". In: Sichtbarkeit und Unsichtbarkeit der Macht. Theorien politischer Korruption. Hrsg. v. Harald Bluhm, Karsten Fischer. Nomos, Baden-Baden 2002. ISBN 9783789082719
- "Zu den kulturellen Wurzeln Lateinamerikas in Europa und ihrer aktuellen Wiederaufwertung". In: Loccumer Protokolle 09/03, Evangelische Akademie Loccum 2003. ISBN 978-3-8172-0903-3
- "Heuchelei, Mitgefühl und Rechtsstaat". In: Manuel Atienza, Enrico Pattaro, Martin Schulte, Boris Topornin y Dieter Wyduckel (eds.), Theorie des Rechts und der Gesellschaft. Festschrift für Werner Krawietz zum 70. Geburtstag. Duncker & Humblot Verlag, Berlín 2003. ISBN 9783428113941
- "Die Beziehungen zwischen Deutschland und Hispanoamerika im Bereich der Sozialwissenschaften und der Philosophie". In: Die deutsch-spanischen Kulturbeziehungen im europäischen Kontext. Hrsg. v. Wolfgang Bader u. Ignacio Olmos. Vervuert, Frankfurt a. M. 2004. ISBN 3-86527-103-0
- "Alternative Normensysteme zur staatlichen Rechtsordnung in Lateinamerika". In: Rechtsstaatlichkeit im Zeitalter der Globalisierung. Hrsg. von Rolf Kappel, Hans Werner Tobler, Peter Waldmann. Rombach, Freiburg i. Br. 2005. ISBN 978-3793093787
- "Zur moralischen Bewertung von Korruption. Ein Vorschlag". In: Politische Vierteljahresschrift. Sonderheft 35/2005
- "Fünf Thesen über die argentinische politische Kultur". In: Argumentation und politische Legitimation. Hrsg. v. Jan-R. Sieckmann. Nomos, Baden-Baden 2006. ISBN 9783832921118